# GGICO (станция метро, Дубай)
GGICO (араб. ززيجس‎) — станция метро на Красной линии Дубайского метрополитена в Дубае.
Станция широко известна как станция Гархуд и была открыта 15 мая 2010 года.
Станция названа в честь публичной акционерной компании GGICO (Gulf General Investment Company),  зарегистрированной на финансовом рынке Дубая, основанной в 1973 году.